# Station Widzino
Station Widzino is een spoorwegstation in de Poolse plaats Widzino.